# 刘易斯·理查森
刘易斯·理查森（英語：Lewis Richardson，1997年6月4日—），英国男子拳击运动员。他曾代表英国参加2024年夏季奥林匹克运动会拳击比赛，获得男子71公斤级铜牌。他也曾参加2022年英联邦运动会。